# Rifugio Forni
Il rifugio Forni (noto anche come rifugio al ghiacciaio dei Forni) è un rifugio escursionistico situato nella valle dei Forni nel Comune di Valfurva nel cuore del Parco Nazionale dello Stelvio settore lombardo a 2178 m slm.

## Storia
Fin da metà Ottocento era possibile soggiornare alla "casa dell'oste al Ghiacciaio dei Forni" come si può leggere in alcune stampe in lingua tedesca; in seguito, nel 1896, grazie ad un ampliamento, la famiglia Bozzi, costruì una struttura alberghiera.
Durante gli anni della prima guerra mondiale il Rifugio Albergo fu adibito a base logistica di comando e primo soccorso delle truppe alpine che combattevano sulle montagne circostanti del Gruppo Ortles Cevedale.
Dal 1968 è proprietà della Parrocchia S.Paolo di Cantù e dal 1997 è gestito dalla famiglia Colturi-Salvadori.

## Traversate
- Il giro del Confinale (Passo Zebrù – Rifugio V°Alpini – Baite di Cavallaro – Confinale – Ables).
- Monte Forni – Postazioni militari della Prima Guerra.
- Passo Zebrù sud – Cima Zebrù – Passo Zebrù Nord – Postazioni Prima Guerra.
- Sentiero Glaceologico alto e basso – Ponti Tibetani – Bocche Ghiacciaio dei Forni – Postazioni Prima Guerra.
- Rifugio Casati – Cima Solda – Cima 3 cannoni
- Rifugio Branca – Val di Rosole – Postazioni Prima Guerra